# Bolesław Przybyszewski (duchowny)
Bolesław Przybyszewski (ur. 13 września 1908 w Skrzeszowicach, zm. 2 listopada 2001 w Krakowie) – polski duchowny katolicki,  historyk Kościoła i historyk sztuki, profesor zwyczajny.

## Życiorys
Uczęszczał do Gimnazjum św. Anny w Krakowie, gdzie zdał maturę w 1928. Studia podjął na Wydziale Teologicznym Uniwersytetu Jagiellońskiego. Święcenia kapłańskie przyjął 1933, skierowany został do pracy w Morawicy, następnie w Wieliczce. W 1938 wrócił do Krakowa jako wikariusz parafii św. Szczepana i podjął studia z zakresu historii sztuki na Wydziale Filozoficznym UJ.
W czasie II wojny światowej wykładał historię Kościoła i prowadził zajęcia dla uczestników konspiracyjnych studiów na Wydziale Teologicznym UJ. W 1942 został mianowany notariuszem Kurii Metropolitarnej. 22 czerwca 1950 otrzymał stopień doktora Wydziału Teologicznego UJ oraz stanowisko kanclerza Kurii Metropolitarnej.
Od 1954 do 1971 proboszcz parafii św. Krzyża w Krakowie, od 1999 infułat. Więziony przez UB od 24 listopada 1952 do 21 lipca 1953. W 1967 uzyskał habilitację na Wydziale Teologicznym ATK w Warszawie, gdzie objął Katedrę Archeologii Chrześcijańskiej. W latach 1973–1978 prezes Polskiego Towarzystwa Teologicznego. Jeden z fundatorów i członek rady powołanej w 2001 roku Fundacji Ratowania Kościoła św. Krzyża w Krakowie.
Wykładowca historii Kościoła i historii sztuki kościelnej na Papieskim Wydziale Teologicznym w Krakowie, od 1977 profesor zwyczajny, od 1991 członek czynny Wydziału Filologicznego Polskiej Akademii Umiejętności. W 1999 roku dorobek naukowy ks. Przybyszewskiego przekroczył 200 opublikowanych pozycji.
Pochowany na Cmentarzu Salwatorskim w Krakowie (sektor SC2-1-1).

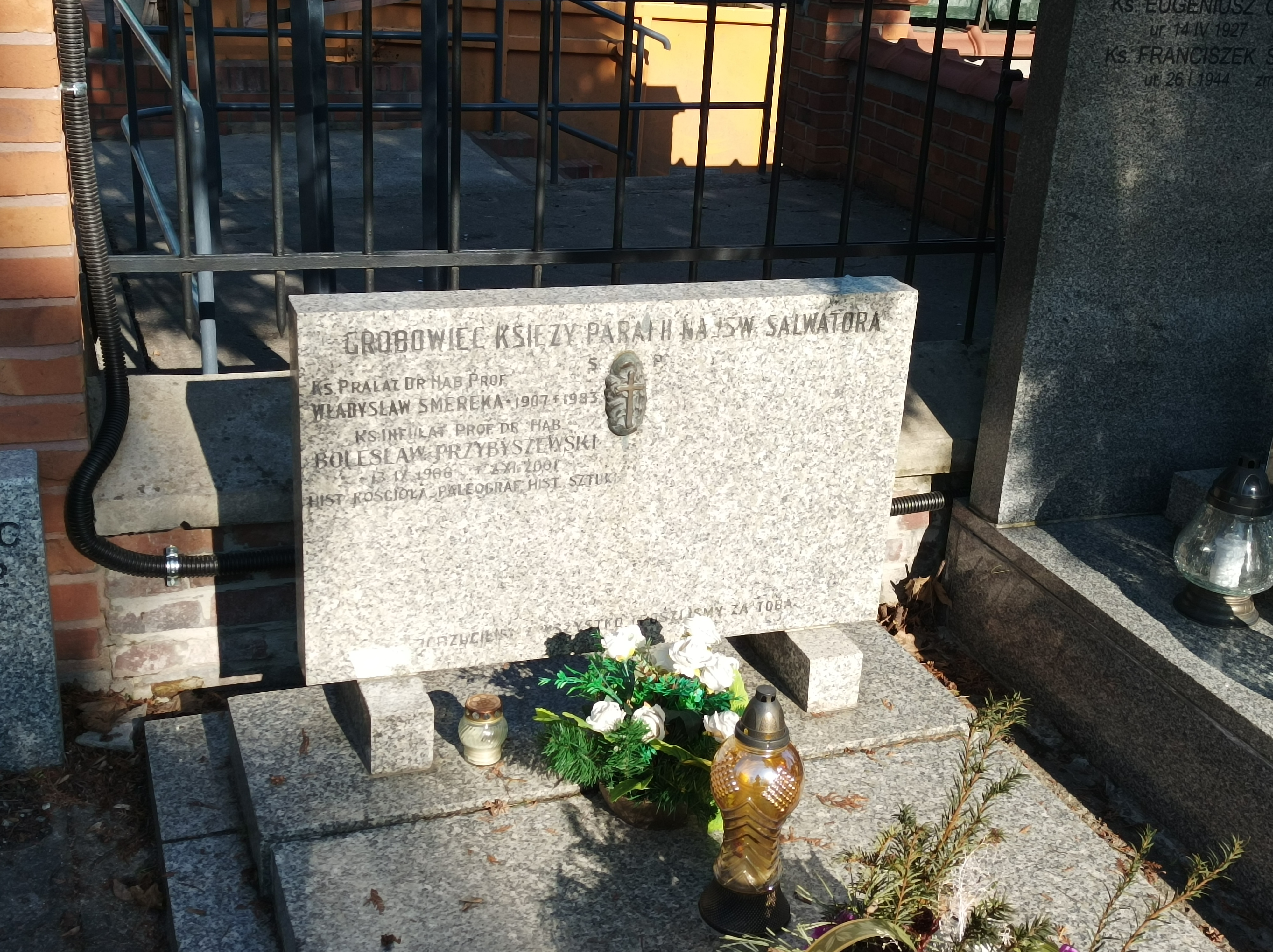
Grób ks. Bolesława Przybyszewskiego i Władysława Smereki

## Publikacje
- Iwo Odrowąż i klasztory norbertańskie w Hebdowie i Imbramowicach (1938, praca magisterska),
- Dzieje kościelne Krakowa w czasie okupacji 1939-1945 (1948, praca doktorska) – praca ta ukazała się drukiem w 1979, poprzedni nakład Rocznika Krakowskiego t. XXXI z 1948 zawierający pracę ks. Przybyszewskiego został przez cenzurę zatrzymany i skierowany na przemiał.
- Kto wykonał tryptyk bodzentyński? (1949)
- Z poszukiwań archiwalnych za mistrzem tryptyku książnickiego (1952)
- Nieznane archiwalia dotyczące Wita Stwosza (1952)
- Z poszukiwań archiwalnych za warsztatami malarskiej szkoły krakowskiej (1969)
- Jadwiga i Wilhelm (1975)
- Upadek Bolesława Śmiałego (1980)
- Stanisław ze Skalbmierza. Szkic biograficzny (1983)
- Romańskie kościoły pielgrzymkowe w Polsce (1979)
- Biskupi ordynariusze krakowscy (1983)
- Biskupi sufragani krakowscy (1983)
- Bł. Jadwiga Królowa zdobna w cnoty (1988, 1996, 1997)
- O chorobie i odejściu bł. Kingi z tego świata (1992)
- przekład Przywileju lokacyjnego Skalbmierza wydanego przez Kazimierza Wielkiego w roku 1342, dnia 20 miesiąca lutego w Krakowie
- Żywot świętej Kingi Księżnej Krakowskiej (1997)
- Zarys dziejów diecezji krakowskiej (1999)